# Pseudolabrus eoethinus
Pseudolabrus eoethinus là một loài cá biển thuộc chi Pseudolabrus trong họ Cá bàng chài. Loài này được mô tả lần đầu tiên vào năm 1846.

## Từ nguyên
Từ định danh eoethinus có nghĩa là "bình minh", hàm ý đề cập đến màu đỏ trên cơ thể của loài cá này, được ví như màu sắc của bầu trời lúc hừng đông.

## Phân loại
Pseudolabrus japonicus trước đây được cho là có phạm vi phân bố từ vùng bờ biển phía nam Nhật Bản, mở rộng về phía tây đến Hàn Quốc, đảo Đài Loan và bờ biển phía đông nam Trung Quốc. Mẫu gốc của P. japonicus đã bị thất lạc và chỉ còn lại bản mô tả về nó.
Danh pháp của P. japonicus sau đó đã được xem là một nomen dubium bởi Mabuchi và Nakabo (1997). P. eoethinus, trước đây được xem là danh pháp đồng nghĩa của P. japonicus, đã được Mabuchi và Nakabo công nhận là một loài hợp lệ. Richardson mô tả P. eoethinus dựa trên một cá thể cái, nhưng sau đó lại được xem là cá cái của loài P. japonicus.
Một loài mới cũng được mô tả trong lần khảo sát này là Pseudolabrus sieboldi. Cả P. sieboldi và P. eoethinus khá tương đồng về hình thái, nhưng vẫn có sự khác biệt rõ rệt về mặt di truyền. Hơn nữa, P. sieboldi xuất hiện ở cả bờ biển phía nam của Biển Nhật Bản, nhưng P. eoethinus lại không được ghi nhận ở đó; tuy vậy, cả hai loài đều có phân bố rộng rãi dọc theo bờ biển Thái Bình Dương ở phía nam Nhật Bản.

## Phạm vi phân bố và môi trường sống
P. eoethinus có phạm vi phân bố ở Tây Bắc Thái Bình Dương. Loài này được ghi nhận từ vùng bờ biển phía nam Nhật Bản, bao gồm quần đảo Ryukyu và quần đảo Ogasawara, mở rộng phạm vi về phía tây đến đảo Đài Loan và bờ biển phía đông và nam của Trung Quốc.
P. eoethinus sống trên các rạn đá ngầm ở độ sâu đến 30 m.

## Mô tả
Chiều dài cơ thể tối đa được ghi nhận ở P. eoethinus là gần 21 cm. Cá đực có màu đỏ nâu, sẫm màu hơn ở vùng lưng và nửa trên của đầu.
Số gai ở vây lưng: 9; Số tia vây ở vây lưng: 11; Số gai ở vây hậu môn: 3; Số tia vây ở vây hậu môn: 10.

## Hành vi và tập tính
P. eoethinus sống theo từng nhóm nhỏ, gồm một con cá đực thống trị và bầy cá cái trong hậu cung của nó. Thời điểm sinh sản của P. eoethinus diễn ra từ giữa tháng 11 đến giữa tháng 12. Thức ăn của P. eoethinus chủ yếu là các loài động vật giáp xác và động vật thân mềm.

### Trích dẫn
- B. C. Russell (1988). "Revision of the labrid fish genus Pseudolabrus and allied genera" (PDF). Records of the Australian Museum. Quyển 9. tr. 1–72.